# Natalie Imbruglia
Natalie Imbruglia est une chanteuse et actrice australo-britannique d'origine australo-italienne, née Natalia Imbruglia, le 4 février 1975 à Sydney.

## Biographie
Née d'un père italien de Lipari (Elliott) et d'une mère australienne (Maxine), Natalie Imbruglia commence sa carrière d'actrice à 16 ans dans le soap opera (feuilleton télévisé sentimental) australien Les Voisins. Après 2 ans au sein de cette série, elle se rend à Londres pour suivre une carrière de comédienne au théâtre. L'expérience ne lui souriant guère, elle commence à composer ses propres textes de chansons. Elle a révélé être fière de son origine italienne bien qu'elle ne parle pas l'italien.

### Left Of The Middle(1997-2000)
En 1997, elle est repérée par la maison de disques BMG qui décide de produire quelques mois plus tard son premier album Left Of The Middle. Phil Thornalley, producteur de The Cure, va l'aider à créer son propre style musical et à l'imposer. Dès lors, elle connaît un succès mondial en vendant six millions et demi d'albums à travers le monde. Son premier titre Torn (une reprise de la chanteuse danoise Lis Sørensen) est propulsé à la deuxième place des charts britanniques et s'écoule à plus d'un million d'exemplaires. Durant cette période, la jeune chanteuse reçoit de nombreuses récompenses telles qu'un MTV Video Music Award en tant que Best New Artist, un MTV Europe Music Award pour son titre Torn.

### White Lilies Island(2001-2004)

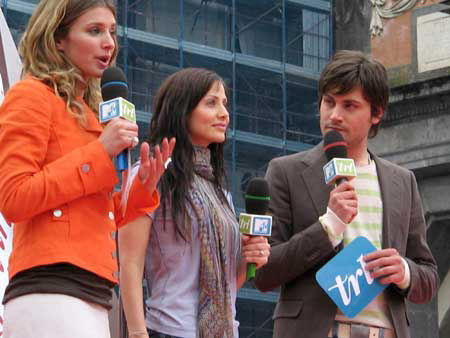
Natalie à Naples en Italie, le 25 avril 2005.

Après le raz de marée que fut Torn dans le monde entier, Natalie Imbruglia décide de prendre du recul face à sa médiatisation et son succès. Ainsi elle mettra plus de 4 ans avant de sortir un nouvel album. Elle revient ainsi en novembre 2001 avec son second opus White Lilies Island, dont le premier extrait est le titre That Day. Ce premier single, très différent de ce que l'artiste proposait jusque-là, se classe 10e en Australie et 11e au Royaume-Uni. Le morceau Wrong Impression prolonge l'exploitation de l'album et rencontre un joli succès, se classant 10e dans les charts britanniques. N'ayant pas réussi à réitérer le gros succès du premier album, White lilies Island réalise tout de même des ventes plus qu'honorables en s'écoulant à quelque 2 millions de copies à travers le monde.
En 2002, elle figure dans certaines publicités pour L'Oréal. Elle joue également au cinéma au côté de Rowan Atkinson et John Malkovich dans la comédie Johnny English. Sur le plan musical, elle participe encore à certaines bandes originales avec Identify, extrait du film Stigmata ou bien Cold Air du film mexicain Y tu mamá también.
Le 31 décembre 2003, Natalie épouse Daniel Johns, le chanteur du groupe australien Silverchair.

### Counting Down the Days(2005-2006)
En 2005, elle sort son troisième album Counting Down the Days pour lequel elle a fait appel à Ben Hillier, le producteur du groupe britannique Blur. Daniel Johns participe également à la production de certains titres. L'album est ovationné par les critiques qui sont unanimes et Natalie obtient son premier titre classé numéro 1 au Royaume-Uni avec cet album. Shiver, le premier extrait issu de cet opus, est un succès. Néanmoins, le second single, Counting Down the Days, ne rencontre pas le succès escompté, ce qui pousse la maison de disques à stopper l'exploitation de ce troisième album.

### Glorious: The Singles 1997-2007(2007)

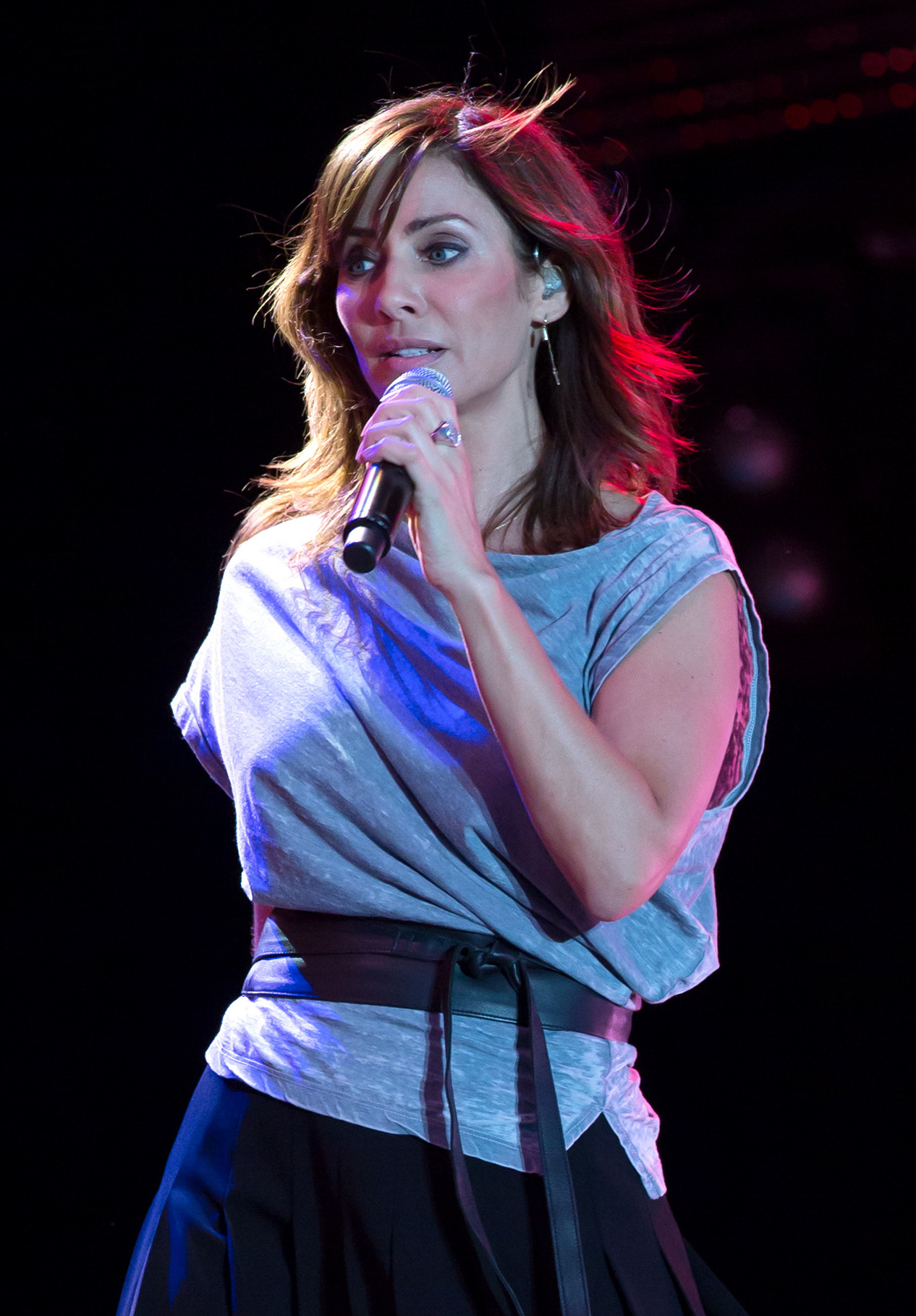
La chanteuse en live en 2015.

Le 10 septembre 2007, elle sort son tout premier best-of intitulé Glorious: The Singles 1997-2007. Présente sous deux versions (soit CD seul, soit CD+DVD), cette compilation célèbre les dix ans de carrière de Natalie, en reprenant tous ses singles, de Torn, à l'inédit Glorious. En plus de Glorious, cette compilation comprend quatre autres inédits.
Natalie Imbruglia et Daniel Johns ont entamé une procédure de divorce à l'amiable au début du mois de janvier 2008.
2008 signe le glas du contrat de Natalie avec Sony BMG. À l'issue de l'exploitation de Glorious..., Natalie, en total désaccord avec Sony BMG, crée son propre label musical, Malabar Records.

### Come To Life(2009)
En août 2009 est livré le premier extrait de l'opus, Want, titre coécrit par Chris Martin, du groupe Coldplay (qui lui a aussi écrit et composé la chanson Fun et offert la chanson Lukas). Accompagné d'un clip où l'on y découvre une Natalie Imbruglia nue, le titre peine à décoller dans les charts, mais le 5 octobre suivant, le nouvel album de Natalie, Come to Life est dans les bacs. La France attend le 30 octobre pour pouvoir l'acheter. Suit une tournée à travers toute l'Europe, où Natalie Imbruglia écume les clubs et les plateaux télé, dont une apparition très remarquée à l'émission italienne X Factor. En février, la chanteuse entame une grande tournée en Grande-Bretagne à l’occasion de la sortie de l’opus. Alors que beaucoup[Qui ?] attendaient My God comme deuxième extrait de Come To Life, Natalie Imbruglia, sur une radio russe[Laquelle ?], a déclaré que le second extrait serait Scars, alors qu'en février sortirait en premier single aux États-Unis le titre Lukas.

### Carrière TV et nouveaux projets (2010-2011)
Alors que la chanteuse a essuyé un gros échec avec son nouvel album Come To Life, elle tente une reconversion tout d'abord dans le milieu de la mode, dans le cadre de la nouvelle collection de la marque australienne Banjo & Matilda. Elle se voit ensuite proposer une place dans le jury de la version australienne du télécrochet X Factor[réf. souhaitée]. Le succès est au rendez-vous, en même temps que les audiences, et alors que beaucoup[Qui ?] critiquent son attitude de diva, Natalie Imbruglia est invitée à renouveler son contrat pour la saison 2011. En 2017, elle revient à la chanson pour une tournée acoustique en Europe afin de défendre son nouvel album Male. La tournée débute le 22 avril 2017 à Moscou et passe par Paris (Le Trianon) le 19 mai 2017.
En 2022, elle remporte au Royaume-Uni la troisième saison de The Masked Singer, déguisée en panda. En 2024, elle participe en France en tant qu'invitée internationale à la saison 6 de Mask Singer, déguisée en joker.

## Vidéographie
- Septembre 2009 : Want
- Août 2009 : Wild About It
- Juillet 2007 : Glorious
- Mai 2005 : Counting Down the Days
- Janvier 2005 : Shiver
- Mai 2002 : Beauty on the Fire
- Novembre 2001 : Wrong Impression
- Septembre 2001 : That Day
- 1999 : Identify
- 1999 : It's Only Rock n' Roll
- Septembre 1998 : Smoke
- Mai 1998 : Wishing I Was There
- Janvier 1998 : Big Mistake
- Septembre 1997 : Torn

## Filmographie

### Télévision
- 1992 - 1994 : Les Voisins (Neighbours) (148 épisodes) : Beth Brennan / Beth Willis
- 1997 : Law of the Land (en) (saison , épisode : Late Kill) : Faye Watson
- 2002 : Legend of the Lost Tribe : Koala (voix)

### Cinéma
- 2003 : Johnny English de Peter Howitt : Lorna Campbell
- 2009 : Closed for Winter (en) de James Bogle (en) : Elise Silverton
- 2012 : U B Da Judge (court métrage) de Nick Corirossi :
- 2013 : Underdogs (en) de Doug Dearth : Michelle Stratton
- 2014 : Among Ravens de Russell Friedenberg et Randy Redroad : Madison
- 2015 : Little Loopers de Jim Valdez : Kristen